# Луций Кассий Лонгин (народный трибун 44 года до н. э.)
Лу́ций Ка́ссий Лонги́н (лат. Lucius Cassius Longinus; умер после 41 года до н. э.) — римский военачальник и политический деятель из плебейского рода Кассиев, народный трибун 44 года до н. э. Участвовал в гражданской войне в 48 году до н. э. на стороне Гая Юлия Цезаря. После убийства последнего враждовал с Марком Антонием, но примирился с ним в 41 году до н. э.

## Происхождение
Луций Кассий принадлежал к относительно незнатной плебейской семье, представители которой, нерегулярно носившие когномен Лонгин (Longinus), вошли в состав римского нобилитета во II веке до н. э. Генеалогия Кассиев известна плохо. Благодаря двум письмам Марка Туллия Цицерона известно, что Луций был братом (frater) Гая Кассия Лонгина (будущего убийцы Гая Юлия Цезаря), а значит, мог быть сыном консула 73 года до н. э.

## Биография
Свою карьеру Луций начал с должности монетария предположительно в 54 году до н. э. Он чеканил денарии с надписью Longin(us) IIIv(ir). В том же году Лонгин в суде обвинял Гнея Планция в подкупе избирателей на эдильских выборах, но проиграл процесс, поскольку защитником был Марк Туллий Цицерон. В 52 году до н. э. Луций обвинял Марка Сауфея, сторонника Тита Анния Милона, в насилии (de vi) и опять потерпел поражение.
Когда началась гражданская война между Гнеем Помпеем Великим и Гаем Юлием Цезарем, Лонгин поддержал последнего. В 48 году до н. э., когда боевые действия шли на Балканах, он получил полномочия проконсула и один легион, состоявший из новобранцев, с которым двинулся в Фессалию. Его задачей было установить контроль над этим регионом и найти продовольствие для основной армии. Узнав о приближении помпеянца Квинта Цецилия Метелла Сципиона с превосходящими силами, Луций отступил в Этолию; там он присоединился к Квинту Фуфию Калену. Позже Лонгин занял Ахайю. 
В 44 году до н. э. Луций занимал должность народного трибуна.  Его брат Гай стал одним из главных убийц Цезаря; Луций не принимал участия в заговоре, но во время Аполлоновых игр народ восторженно его приветствовал именно из признательности к брату. Возглавлявший в то время цезарианцев Марк Антоний, считавший Лонгина очень опасным человеком, запретил ему под страхом смерти появляться на заседании сената 28 ноября, где должны были обсуждаться важные вопросы.
В марте 43 года до н. э. Луций высказался против передачи его брату командования в войне с цезарианцем Публием Корнелием Долабеллой, захватившим власть над провинцией Азия. Когда власть в Риме захватил Второй триумвират, Лонгин бежал на Восток. В новой гражданской войне он участия не принимал (в отличие от сына), а потому в 41 году до н. э. был помилован Марком Антонием в Эфесе. 
Дальнейшая судьба Луция неизвестна. Возможно, именно он является автором Кассиева закона о принятии в патрициат ряда плебейских родов.

## Семья
Луций Кассий был женат на Сульпиции, дочери Сервия Сульпиция Руфа (соответственно его свояком был видный правовед Квинт Элий Туберон). В этом браке родились сын, тоже Луций Кассий Лонгин, погибший ещё при жизни отца в битве при Филиппах, и дочь, Павла Кассия.